# Soldier Boyz
Soldier Boyz ist ein US-amerikanischer Actionfilm des Regisseurs Louis Morneau aus dem Jahr 1995 mit Michael Dudikoff in der Hauptrolle. Die Indizierung des Films wurde im Juli 2021 aufgehoben, nach einer Neuprüfung durch die FSK im März 2022 erhielt die ungeschnittene Fassung eine Altersfreigabe ab 16 Jahren.

## Handlung
Der Film beginnt damit, dass ein Flugzeug der Vereinten Nationen mit Hilfsmitteln über dem Vietnam von Rebellen abgeschossen wird. Nach der Bruchlandung lässt der Rebellenführer Vinh Moc alle Passagiere töten und nimmt die UN-Mitarbeiterin Gabrielle Prescott, welche mit an Bord war und Tochter des Milliardärs Jameson Prescott ist, als Geisel, um ihren Vater zu erpressen.
Um seine Tochter zu befreien, wendet sich Prescott an den Veteranen Howard Toliver, welcher in einem Gefängnis in Los Angeles arbeitet. Zu diesem Zweck soll Toliver sechs Häftlinge aussuchen, die ihm bei der Befreiungsmission helfen sollen und die nach erfolgreicher Mission begnadigt werden sollen. Nachdem sich Toliver für die Häftlinge Butts, Monster, Lopez, Vasquez, Brophy und Lamb entschieden hat, wird die Gruppe nach Vietnam geflogen, wo sie drei Tage Zeit hat, Gabrielle zu befreien.
Nachdem die Truppe einen ersten Kampf bestanden hat und in einem Dorf-Bordell feiert, schleicht sich Brophy davon und wird von den Rebellen gefangen genommen. Am Tag darauf fallen die Rebellen in das Dorf ein und fordern die Dorfbewohner auf, die restlichen Amerikaner zu übergeben. Die Truppe entschließt sich daraufhin, Brophy zu befreien, wobei Lopez und Monster sterben. Die Gruppe flieht daraufhin in den Dschungel, wo Lamb auf eine Mine tritt. Während Toliver versucht die Mine zu entschärfen, nähert sich langsam eine Gruppe von Rebellen. Brophy flieht daraufhin erneut, diesmal allerdings um die Rebellen von Tolivers Truppe abzulenken, wobei er getötet wird.
Toliver und der Rest seiner Truppe finden schließlich das Rebellenlager, in dem Gabrielle gefangen gehalten wird. Nachdem Toliver das Lager durchsucht und Gabrielle gefunden hat, stürmt die Truppe das Camp, befreit die Geisel und flieht in einen Truck. Vinh Moc verfolgt die Gruppe mit einem Hubschrauber, jedoch hat Butts bei der Erstürmung des Lagers in dem Helikopter eine Sprengladung angebracht, welche er nun zur Explosion bringt und Vinh Moc damit tötet. Die Gruppe kann nun ungefährdet Vietnam im Hubschrauber verlassen.

## Kritik
Das Lexikon des internationalen Films urteilte, der Film sei „dramaturgisch, inszenatorisch und schauspielerisch […] eine Katastrophe“.

## Sonstiges
Unter Beteiligung von Darren Aronofsky entstand 1997 eine Videospieladaption.